# Capitán Pastene
Capitán Pastene este un târg din provincia Malleco, regiunea La Araucanía, Chile, cu o suprafață de  km2. 